# Reichsratswahl 1879

Reichsteile und Kronländer der Österreichisch-Ungarischen Monarchie:
Cisleithanien
Transleithanien
Bosnien und Herzegowina (Seit 1878 verwaltet, 1908 annektiert)

Die Reichsratswahl 1879 war die Wahl zum Reichsrat Cisleithaniens und fand am 28. bis 30. Juni statt.

## Wahlsystem
Seit 1873 galt in Cisleithanien ein Klassenwahlrecht. Die Wähler wurden nach ihrem Stand und Vermögen einer von vier Klassen („Kurien“) zugeordnet: Großgrundbesitzer, Handels- und Gewerbekammern, Groß- und Mittelbauern und alle anderen in Städten lebenden männlichen Bürger, die jährlich mindestens 10 Gulden (ab 1882 fünf Gulden) direkte Steuern entrichteten. Dies entsprach insgesamt 6 % der erwachsenen Bevölkerung. In der Kurie der Großgrundbesitzer waren auch Frauen solchen Besitzes vertreten.

## Wahlergebnis
Wahlsieger war der deutsche Liberale Verein mit 91 Mandaten. Der Tschechenklub (bestehend aus Alttschechen, Jungtschechen, tschechischen Adeligen und tschechischen Abgeordneten aus Mähren) erhielt 54, der Polenklub 57 und die deutschen Konservativen 57 Mandate. Die übrigen Abgeordneten waren fraktionslos.